# Dimps
Dimps (на японски: デ ィ ン プ ス) е компания, специализирана в разработването на компютърни игри.

## История
Компанията е основана на 6 март 2000 г. от бивши служители на SNK и Capcom, включително създателите на поредицата от игри Street Fighter, Такаши Нишияма и Хироши Мацумото. Игрите от трилогията Dragon Ball Z: Budokai и поредицата игри Sonic the Hedgehog за Game Boy Advance и Nintendo DS са разработени от нея. Освен това, Tales of the Tempest е създаден за Nintendo DS с Namco Tales Studio, а Street Fighter IV в сътрудничество с Capcom.